# Организованная преступность во Львове
Организованная преступность во Львове — составная часть организованной преступности на Украине, к которой относятся ОПГ и их лидеры, действовавшие на территории Львова и Львовской области, а также совершённые ими противозаконные деяния. Считается, что львовская организованная преступность начала свою активную деятельность в конце 1980-х — начале 1990-х годов на волне Перестройки. Однако, по словам преподавателя кафедры уголовного права Львовского юридического института МВД Украины, подполковника милиции Романа Яновича, преступные группировки во Львове и Львовской области существовали и ранее, хотя не были настолько опасными.

## Характерные черты
Янович отмечал, что первыми лидерами ОПГ на Украине были спортсмены-силовики, боксёры, борцы и штангисты (один из первых авторитетов был также игроком в американский футбол), среди которых многие отбывали наказания в местах лишения свободы во время Перестройки. Одними из наиболее известных лидеров были Роман «Глухой» Бабяк, Артур Козьмин, Роман «Калека» Щадило, Ярослав «Баха» Баховский и Орест «Завиня» Завинский, с которыми Янович лично был знаком: изучение их биографии и деятельности позже сподвигло его на написание кандидатской диссертации «Лидеры и „авторитеты“ в организованной и профессиональной преступности». По словам Яновича, типичным лидером ОПГ как во Львовщине, так и на всей Украине являлся мужчина не старше 40 лет, преимущественно со средним образованием (реже — неоконченным высшим или высшим), нередко имевший судимость; человек авторитарного типа, с жёстким характером, но склонный к компромиссам.
Некоторые из львовских криминальных авторитетов, наподобие Завинского, пытались отказаться от преступного образа жизни, легализоваться и начать вкладывать свои средства в легальный бизнес, при этом не распуская свою охрану: у ряда «воров в законе» и лидеров крупных ОПГ были связи с представителями силовых и властных структур благодаря коррупционным схемам. Тем не менее, большое количество авторитетов, несмотря на свой статус, были убиты в 1990-е годы в результате различных разборок группировок: среди ликвидированных были и те, кто представлял деловые интересы Днепропетровской или Донецкой области. Особое положение преступности во Львовской области придавало её пограничное положение с Польшей.

## Деятельность Ореста Завинского
Одним из наиболее известных криминальных авторитетов являлся Орест «Завини» Завинский — лидер преступной группировки «Рокс», получившей названия от Дворца железнодорожников, где часто собирались представители ОПГ — до 1939 года в доме размещалось руководство польской железнодорожной компании Polska Kolejowa Spółka, и при замене латинской P на неотличимую кириллическую Р давалось прочтение аббревиатуры POKS как «рокс». К своим 32 годам Завинский успел дважды отсидеть в тюрьме ещё во время СССР: первый срок он получил за хулиганство и сопротивление милиции, второй срок — за вымогательство (некоторые утверждают, что Завинский был антисоветским деятелем и за ним велась слежка со стороны КГБ, но документов тому не представляют). В Москве он был коронован как «вор в законе»: сам же «Завиня» занимался рэкетом, сбытом наркотиков и угоном автомобилей. По распространённым слухам, в 1992 году во Львове состоялись несколько «сходняков», на которых Завинский заставил членов преступных группировок заключить пакт о разделе сфер влияния и подписать своеобразное перемирие. Среди преступников Завинского считали образцовым интеллигентом, выступавшим против силового разрешения конфликтов; по разным оценкам, в его предприятиях и группировках числилось не менее ста человек (в том числе бывших спортсменов).
С целью легализации Завинский стал вкладывать «грязные деньги» в развитие частных гостиниц и Львовского аэропорта, однако не успел полностью легализоваться. 21 июня 1994 года около многоэтажки в Левандовке «Завиня» был убит на глазах у своего брата Юрия. Неизвестные открыли огонь из автоматов, смертельно ранив Ореста, а ещё одной очередью из автоматов не дали Юрию подойти и забрать раненого брата. Убийцы скрылись на белой «девятке». Изначально в покушении подозревались кавказские ОПГ, однако те не признавали свою вину. Убийство Завинского вызвало большой общественный резонанс в городе: на его похоронах присутствовали не только авторитеты из разных украинских городов и областей, но и обычные люди, а милиция даже перекрыла движение в городе во время похорон. Считается, что убийство Завини стало «спусковым крючком» для серии заказных убийств во Львове и Львовской области.

## Волна насилия во Львове
После смерти Завинского во избежание войны преступных группировок во Львове была проведена общегородская стрелка, на которой руководители преступных банд разделили сферы влияния. Так, лидер группировки «Коты» по кличке «Джага» заявил о намерении взять под свой контроль все таможенные посты Львовской области, бандит «Муха» заявил о намерениях рэкетировать дальнобойщиков и всех бизнесменов, занимающихся в сфере дорожной структуры; ещё кто-то получил определённые доли влияния в фармацевтическом бизнесе. Однако это не предотвратило последующие бандитские столкновения. В 1990-е годы по Львову прокатилась волна вооружённых нападений и заказных убийств, многие из которых не были раскрыты прокуратурой ни по горячим следам, ни в последующие годы. Жертвами волны убийств стали более 20 львовских криминальных авторитетов, среди которых было очень много «роксовских»:
- В августе 1995 года при неизвестных обстоятельствах в Крыму во время лечения умер «Помидор», проживавший в городе Рудно Львовской области[6][2].
- В феврале 1996 года во Львове на улице Федьковича[укр.] около Привокзального рынка взлетел на воздух джип «Чероки»[2], в котором находились Роман «Глухой» Бабяк[2] и его охранник. «Глухому» оторвало руку и ногу, он получил ожоги 95% тела и скончался спустя три часа[4]. Позже было установлено, что Бабяк незадолго до гибели приобрёл у чеченцев партию оружия, среди которого были и армейские фугасы прямого действия: из-за неосторожного обращения с одним из таких фугасов, который Бабяк решил подбросить в воздух как гранату, и прогремел взрыв[5]. «Глухой» привлекался к уголовной ответственности ещё в 1980-е годы в СССР[1].
- 14 мая 1997 года у гостиницы «Тустань» во львовском аэропорту был застрелен Василий Тымчук по кличке «Вася Химик», чья преступная группировка контролировала фирмы в центре Львова, в Сихове и Каменко-Бугском районе. Некий худой мужчина вошёл в ресторан, выстрелил Тымчуку в голову и скрылся с места преступления[5][2]. По воспоминаниям членов банды «Химика», он иронично шутил незадолго до своей смерти «На каждую голову бронежилет не наденешь»[4].
- В июне 1998 года на автостоянке был убит 15 выстрелами Пётр «Кирпич» Фесенко[2].
- 9 июля 1998 года в баре «Восточная кухня» был убит Александр «Птенчик» Пстыга (он же «Птенец»)[5][2], глава ОПГ «Птенцы»[7].
- 1 декабря 1998 года в микрорайоне Рясное в собственной квартире был убит из автомата Калашникова парализованный криминальный авторитет  Роман «Калека» Щадило, руководивший бригадами угонщиков автомобилей [1][2][5].
- 8 декабря 1999 года на одной из львовских автозаправок был убит предприниматель Олег Карпа по прозвищу «Карась»[8], который контролировал незначительную часть автомобильного и топливного бизнеса. Неизвестный выстрелил в «Карася» 11 раз: шесть пуль попали в живот и грудь, ещё один контрольный выстрел был сделан в голову[9]. Ходили слухи, что «Карась» вымогал деньги у владельцев заправки[3].
- В декабре 1999 года соратник «Карася» и его друг Орест «Форель» Скольский, который участвовал в конфликте с бандитами по вопросам приватизации Молдавии, был расстрелян в районе Рясне-2 в собственном автомобиле[3].
- 13 апреля 2000 года в баре «Мамма Мия» напротив Привокзального рынка был расстрелян Олег «Базила» Василенко, крышевавший три рынка[5][2].
- 13 августа 2000 года на улице Заводской[укр.] в подъезде своего дома был убит Владимир Зинченко по прозвищу «Вова Сухумский»[10][5], который в советское время контролировал рынки и игорный бизнес Абхазии, а после последнего тюремного срока переехал во Львов и взял под контроль Краковский рынок. По некоторым данным, «Сухумский» был наркоманом и перед смертью отошёл от дел[3].
- 4 ноября 2000 года на улице Богдана Хмельницкого в собственной квартире был убит 38-летний Артур Козьмин («Артур»), который крышевал рынок «Южный» и считался наследником «Сухумского». Пятеро соратников и 62-летняя мать Артура были хладнокровно расстреляны[5][2]. Артур ещё с советских времён представал перед судом[1] и имел четыре срока за кражу, сбыт наркотиков и незаконное хранение оружия; в момент убийства все его друзья пили пиво и играли в карты[3].
- В ноябре 2000 года убит смотрящий «общака» львовских ОПГ 44-летний уголовник по прозвищу «Гриб»[3][2].
- В ноябре 2001 года от руки наёмного киллера в Праге у магазина погиб Игорь «Муха» Милославский[2], считавшийся наиболее влиятельным криминальным авторитетом после гибели «Завини». Он взял под контроль гангстерский рынок Словакии, Чехии и Польши, а сам вымогал деньги с предпринимателей на международных путях. По одной версии, его застрелили члены конкурирующей преступной группировки, считавшие «Муху» осведомителем, по другой версии — он стал жертвой преступного транснационального рынка[3].
- В ноябре 2003 года в Стрые из пулемёта расстрелян в своём автомобиле Олег Ленив, крышевавший весь город[2][3].

При разных обстоятельствах были убиты также Виктор «Штиблет» Василевский (он же «Чобот», убит около гостиницы «Днестр» выстрелом в голову), криминальные авторитеты «Ара», «Осик», Ярослав «Баха» Баховский и другие.
Пресса предполагала возможный передел сфер влияния между бандитами, поскольку именно авторитет Завинского, добившегося заключения «перемирия» в 1992 году, предотвращал насилие. Также предполагалось, что к убийствам могли быть причастны кавказские группировки, банды из Донецкой и Днепропетровской областей или даже московская Солнцевская ОПГ. Однако представители криминального мира отвергали все эти версии. Все убийства носили заказной характер: они были выполнены профессионально, а убитые, по данным следствия, даже не успевали среагировать на нападение. Это породило слухи о причастности лиц, сотрудничавших со спецслужбами.

## Современная ситуация
К середине 2000-х годов волна убийств стала сходить на нет в связи с тем, что очень многие влиятельные криминальные авторитеты либо уже были мертвы, либо находились в местах лишения свободы. Однако несколько резонансных преступлений всё же было совершено. Так, в январе 2007 года Николай Лозинский по прозвищу «Коля Рокиро», один из последних криминальных авторитетов Украины, был убит во Львове на проспекте Черновола: находившийся за рулём серебряного «Мерседеса» Лозинский со своей женой затормозили перед пешеходным переходом, когда рядом подъехала чёрная «девятка» и прозвучали выстрелы. Рядом находился патруль ГАИ, однако убийц задержать не удалось; жена Лозинского была ранена. Было известно, что группировка Лозинского занималась контрабандой наркотиков, однако он запрещал своим людям заниматься сбытом наркотических веществ, поскольку у него самого были дети, и приказывал подчинённым расправляться с наркодилерами.
17 июля 2008 года в центре Львова на пересечении улиц Фредра и князя Романа был убит Игорь Кульчицкий, сооснователь Львовской инвестиционно-строительной компании (ЛИБК), который в прошлом сотрудничал с Орестом Завинским и, по некоторым сведениям, входил в его группировку и носил прозвище «Куля». Из автомобиля Volkswagen Golf тёмно-синего цвета неизвестные открыли огонь из автомата, попав Кульчицкому в грудь (он умер по пути в больницу) и ранив его коллегу Павла Федива. По словам главы МВД Юрия Луценко, убийство могло быть связано с предпринимательской деятельностью или было частью разборок ОПГ во Львовской области, однако такие убийства «либо раскрываются оперативно, либо не раскрываются совсем». По совпадению, его женой в те годы была вдова Завинского.
В ночь с 4 на 5 июня 2008 года был арестован один из немногих оставшихся в живых людей Завинского — Зиновий Доктор, его сын Юрий и трое подопечных. В 1994 году Доктор чуть не погиб, когда неизвестные заложили бомбу в его автомобиле, а зимой 2008 года автомобили Зиновия и Юрия были сожжены неизвестными. Доктору, владельцу сети аптек «Доктор», инкриминировали незаконную торговлю трамадолом — причём ещё до того, как Кабинет министров Украины официально признал его наркотическим веществом. Слушания, начавшиеся в 2009 году, завершились вынесением обвинительного приговора 13 октября 2011 года — оба были признаны виновными в незаконном сбыте наркотических и психотропных препаратов. Зиновий получил 9 лет лишения свободы с конфискацией имущества , а Юрий — 7 лет лишения свободы с конфискацией имущества.
По некоторым оценкам, к 2008 году во Львове не осталось «смотрящего». В живых остались криминальные авторитеты, которые решили вкладывать деньги в государственный бизнес и не вступать в конфликт с украинскими властями (в том числе с высшим государственным руководством). В частности, один из членов банды «Васи Химика» Мирослав Бокало по кличке «Душман» стал директором одного из крупнейших рынков Львова, записав в учредители свою жену Любовь, сестру Народного депутата Украины Анны Герман. Другой криминальный авторитет, Владимир Дидух по кличке «Вова Морда», в 2004 году принял участие в Оранжевой революции, став помощником одного из народных депутатов — сторонников Виктора Ющенко — и заняв должность в коммерческой структуре, связанной с предприятием «Укрзализниця».
Имя авторитета Богдана «Копыто» Копытко, который скрывался от всеукраинского розыска в Чехии и получил её паспорт, упоминалось во время обсуждения возможных связей городского головы Ивано-Франковска Виктора Анушкевичюса, который лоббировал интересы одной из местных компаний, связанных с деятельностью Копытко. В частности, депутат Ивано-Франковского горсовета однажды заявил, что за компаниями, интересы которых отстаивали Анушкевичус, может стоять криминал, однако градоначальник отрицал это. 29 августа 2016 года Копытко чудом не пострадал в результате покушения, когда один из автомобилей кортежа был взорван с помощью радиоуправляемого фугаса. 28 сентября, по заявлению руководства МВД Украины, дело было раскрыто: были задержаны шестеро человек, среди которых трое участвовали в АТО на востоке Украины и воевали в составе батальона «Айдар», а один был членом группировки «Вовы Морды». Среди политиков, которые могли быть связаны со львовскими ОПГ, народный депутат Украины от Партии регионов Пётр Писарчук упоминал заместителя главы Львовского областного совета Петра Колодия, члена ВО «Свобода», который некогда подвозил Завиню; Колодий же отвергал подобные заявления, утверждая, что всю жизнь работал инженером-механиком и никогда не встречался с Завинским.

## Вопрос о причастности спецслужб
В 2002 году украинская газета «Факты» выдвинула версию о причастности к ликвидации авторитетов мифической организации «Белая стрела» (она называлась то «Чёрной стрелой», то «эскадроном смерти» МВД Украины) — организации, которая якобы была создана на базе МВД СССР в России и занималась физическим устранением криминальных авторитетов и воров в законе, которые благодаря коррупционным схемам избежали уголовной ответственности или отделались относительно мягкими наказаниями. Журналисты писали, что украинское отделение «Белой стрелы» якобы было причастно к ликвидации почти всех криминальных авторитетов Львова. Некоторые авторитеты утверждали, что убийства Завинского и других людей действительно могли быть выполнены только служившими в армии или сотрудничавшими со спецслужбами лицами.
Версию о причастности спецслужб отстаивал депутат Пётр Писарчук, который говорил, что большинство убийств криминальных авторитетов «не обошлись без силовиков». Противоположной версии придерживался бывший начальник управления МВД во Львовской области Иван Митринец, утверждая, что из сотрудников внутренних органов подобным образом могли действовать разве что «сорвавшиеся» одиночки.